# Felix Leslie Johnson
Felix Leslie Johnson (ur. 1897 w Aberdeen, zm. 1981 w Leonardtown) – amerykański wojskowy, wiceadmirał United States Navy, uczestnik II wojny światowej, w latach 1949–1952 szef Biura Wywiadu Marynarki.

## Życiorys
Felix L. Johnson ukończył United States Naval Academy w 1919 roku. Służył początkowo na niszczycielach oraz trałowcu "Penguin" w składzie Yangtze Patrol. W 1926 roku powrócił do Akademii Marynarki jako instruktor, w latach 1928–1931 służył we Flocie Azjatyckiej, następnie na Wschodnim Wybrzeżu oraz w ramach dwuletniej misji morskiej w Brazylii. W 1939 roku objął dowodzenie niszczycielem "Lang".
W 1941 roku znów powrócił do Akademii, by dwa lata później zostać dowódcą transportowca wojska "President Adams". Uczestniczył w desancie na Bougainville, następnie został asystentem szefa sztabu admirała Halseya. W 1944 roku objął dowództwo nowego krążownika lekkiego "Springfield". W styczniu 1945 roku uczestniczył w eskorcie krążownika "Quincy", na którym prezydent Roosevelt udawał się na konferencję jałtańską. Następnie powrócił na Pacyfik, by wziąć udział w walkach o Okinawę. W połowie 1945 roku został odwołany do Waszyngtonu, gdzie służył w biurze personalnym marynarki a następnie został szefem wydziału public relations. W 1948 roku objął dowództwo niszczycieli Floty Atlantyckiej.
Od 1949 do września 1952 roku pełnił obowiązki szefa Biura Wywiadu Marynarki. Odszedł w stan spoczynku w stopniu wiceadmirała (Vice Admiral), by w 1954 roku powrócić do aktywnej służby jako przewodniczący Naval Reserve Evaluation Board. Ostatecznie odszedł na emeryturę w czerwcu 1962 roku. Zmarł w domu rodzinnym w Leonardtown w stanie Maryland w 1981 roku.